# 小杉武司
小杉武司（1880年3月6日-1937年8月22日），日本陆军中将，為第五任台灣軍參謀長，是臺灣軍事之中重要的一職，於台灣日治時期替台灣軍協助軍事發展，專責管理台灣軍。他的任期為1930年4月—1932年4月。

## 生平
小杉武司于1880年3月6日出生于日本山形县。
1901年，小杉武司作为第十三届毕业生从陆军士官学校毕业，次年6月被任命为步兵少尉。
1909年12月，小衫武司从陆军大学校（第二十一届）毕业，被分配到陆军中担任军官。
1922年8月，小杉武司晋升为步兵大佐，在陆军兵器本厂任职。1923年8月，小杉武司就任步兵第25连队长。1924年12月，任第一师团参谋长。
1928年3月，小杉武司晋升为陆军少将，任步兵第19旅团长。1929年8月，调入陆军步兵学校任职。1930年4月，小杉武司开始担任台湾军参谋长。
1932年4月，小杉武司就任由良要塞司令官，同年8月晋升为陆军中将，1933年3月，任留守第14师团师团长，1937年8月，小杉武司在任内逝世。